# Frank De Winne
Frank, vicomte De Winne, né le 25 avril 1961 à Gand en Belgique, est un spationaute de l'Agence spatiale européenne (ESA). Il est le deuxième spationaute belge après Dirk Frimout et le premier astronaute européen à commander l'ISS.

## Formation
Après ses études d'ingénieur polytechnicien à l'École royale militaire et sa formation de pilote de la Force aérienne belge, en 1986, Frank De Winne est pilote opérationnel sur l'avion Mirage 5.
Détaché à la société Sagem à Paris en 1989, il a alors travaillé dans le programme d'amélioration de sûreté du Mirage 5 où il était responsable de la préparation des caractéristiques opérationnelles et techniques du programme de mise à niveau du Mirage 5.
En décembre 1992, il a été nommé à la branche d'essai et d'évaluation de l'Armée de l'Air belge. En tant que pilote d'essai, il a été impliqué dans diverses activités, telles que CARAPACE (un programme de guerre électronique sur F16) à la base aérienne d'Eglin, aux États-Unis, et à un programme d'auto-protection pour l'avion C130.
De janvier 1994 à avril 1995, Frank De Winne est responsable du programme de sûreté de vol du 1er Fighter Wing à Beauvechain en Belgique.
D'avril 1995 à juillet 1996, en tant que pilote d'essai senior dans l'European Participating Air Forces (EPAF), il a été détaché à la base aérienne d'Edwards en Californie, où il a travaillé sur la mise à jour de l'avion F16, se concentrant sur l'essai de radar.
De 1996 à août 1998, il est pilote d'essai senior dans l'armée de l'air belge, responsable de tous les programmes d'essai et de toutes les interfaces de pilote-véhicule pour de futures mises à jour d'avion/logiciel.
D'août 1998 à janvier 2000, Frank De Winne est le commandant d'escadron du 349e escadron de chasse à la base aérienne de Kleine-Brogel, Belgique.
Durant les opérations alliées, Frank De Winne est le commandant de détachement du groupe de travail du Deployable Air Task Force, un détachement combiné Belgique/Pays-Bas qui a réalisé environ 2000 sorties pendant cette campagne de l'OTAN. Il a effectué 17 sorties de combat.
Frank De Winne a plus de 2300 heures de temps de vol sur plusieurs types d'avion comprenant le Mirage 5, le F-16, le Jaguar et le Tornado.
En janvier 2000, Frank De Winne est intégré au corps européen d'astronautes de l'Agence spatiale européenne (ESA).
De Winne a fourni l'appui technique pour la division de projet X38/CRV (Vol habité et Microgravité), située à l'ESTEC, le centre technique de l’ESA à Noordwijk, aux Pays-Bas.

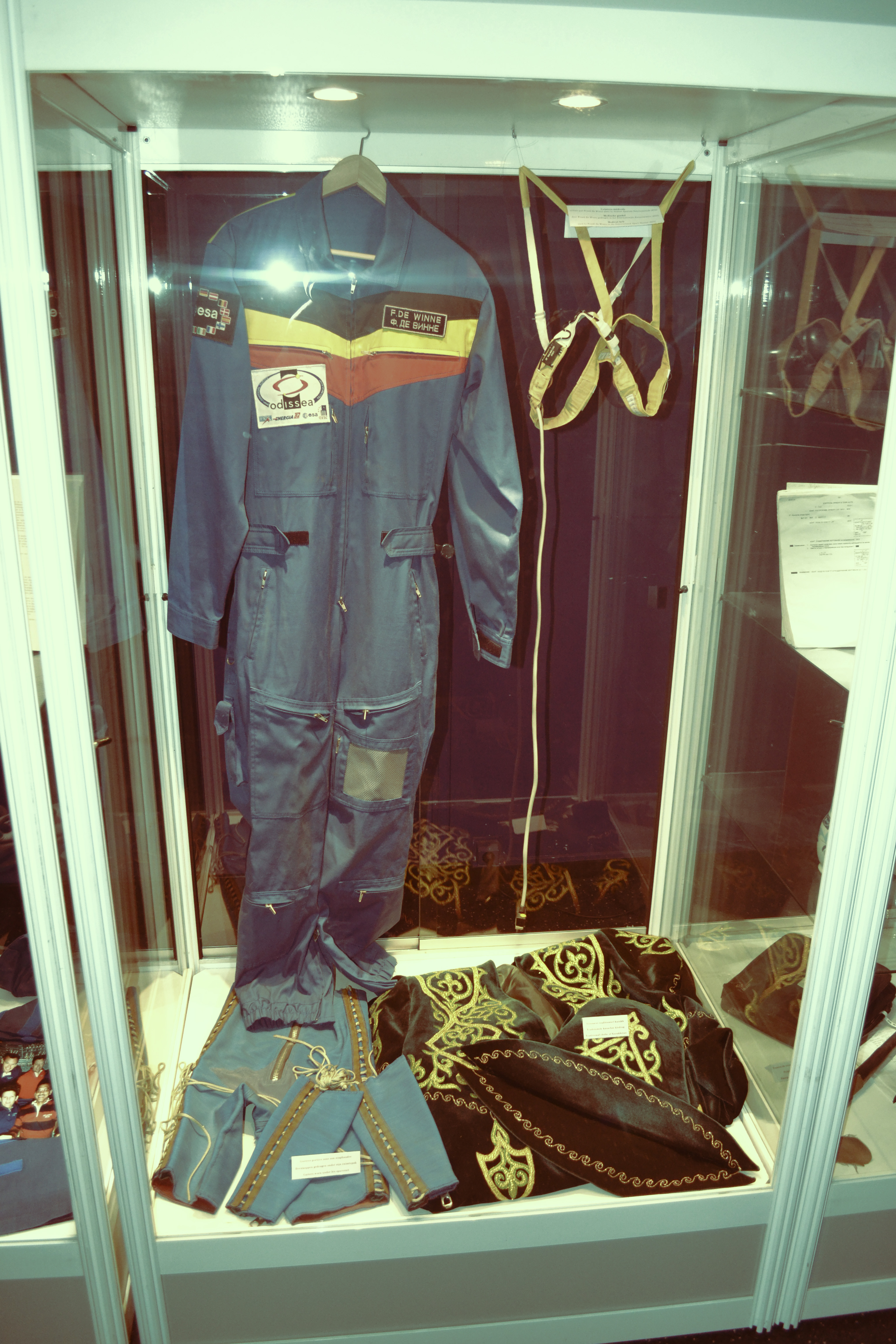
Combinaison russe de l'astronaute belge Frank de Winne à l'Euro Space Center en Belgique.

En août 2001, De Winne suit un entraînement au Gagarin Cosmonaut Training Centre GCTC (cité des étoiles) près de Moscou. La formation inclut des éléments de la formation de base pour la station spatiale internationale aussi bien que la formation en tant qu'ingénieur conseil sur Soyouz.

## Activités de spationaute

### Première mission
Du 30 octobre au 10 novembre 2002 De Winne a participé à la mission Yenisey (Odyssée), un vol de soutien à la Station spatiale internationale. Il a été l'ingénieur de vol sur le nouveau vaisseau spatial Soyouz TMA pendant la montée vers la station orbitale, et sur Soyouz TM pendant la ré-entrée. Une des tâches principales de la mission de 11 jours était le remplacement du véhicule TM-34 Soyouz attaché à la station spatiale par le nouveau vaisseau spatial TMA, afin de fournir un « canot de sauvetage » plus moderne que l'équipage peut employer en cas d'urgence. Pendant ses neuf jours à bord de la station spatiale, De Winne, dont le vol a été commandité par les Services fédéraux belges des affaires scientifiques, techniques et culturelles (OSTC), a effectué avec succès un programme de 23 expériences dans des domaines très variés : biologie, sciences de la vie et sciences des matériaux, y compris des expériences avec le Microgravity Science Glovebox (MSG) conçu et développé en Europe.
L'astronaute aidé par ses collègues russes a étudié notamment l'effet du rayonnement cosmique et de la microgravité sur les cellules de mammifères, afin de comprendre le vieillissement cellulaire, responsable des maladies d'Alzheimer et de Parkinson.

### Deuxième mission
Frank De Winne fut désigné le 11 février 2008 pour la prochaine mission de longue durée à bord de la station spatiale internationale (ISS), en qualité de commandant. Le 27 mai 2009, il décolle donc (avec le cosmonaute russe Roman Romanenko et l'astronaute canadien Robert Thirsk) à bord d'un véhicule russe Soyouz depuis Baïkonour, au Kazakhstan (expédition 20), pour une mission de six mois à bord de la Station spatiale internationale (ISS). Il y réalisa des expériences pour compléter la connaissance sur certaines réactions dans l'espace.
Au cours de cette mission (expédition 21), le 10 octobre, il est devenu le premier commandant européen de l'ISS.
Son retour sur Terre s'effectue le 1er décembre 2009, près de Arkalyk, au nord du Kazakhstan, par le biais d'une capsule Soyouz TMA-15.

#### Intervention lors de certains concerts de U2 depuis l'ISS
La chanson Your Blue Room de U2 a été jouée par le groupe lors de certains concerts nord-américains de la tournée U2 360° Tour. Pendant la chanson, notamment lors du concert au Giants Stadium à New York le 23 septembre 2009 (ainsi que sur leur vidéo de concert U2360° lors du Rose Bowl), est diffusées la voix de Sinéad O'Connor et une vidéo, toute deux préenregistrées, de Frank De Winne récitant le dernier couplet depuis l'ISS. L'astronaute belge a également récité des paroles de la chanson In a Little While depuis la station spatiale.
En écrivant sur le concert de Toronto du 16 septembre 2009, Mike Doherty du National Post déclare « Lorsque vous pouvez jouer de la musique avec quelqu'un qui est dans l'espace, l'idée est que vous réduisez notre coin de l'univers à sa taille. »

## Aujourd'hui
Frank De Winne fut astronaute de réserve sur la mission STS-122 qui a arrimé avec succès le laboratoire européen Columbus à la station spatiale internationale.
Il soutient la réalisation du Livre blanc sur la politique de l'espace avec la Commission européenne et les activités préparatoires pour le projet Soyouz sur la base de Kourou, en Guyane française. Il est également ambassadeur d'Unicef Belgique.
Il est aussi radioamateur et fait régulièrement des contacts depuis Houston ou depuis l'ISS. Son indicatif est ON1DWN. Il est régulièrement en contact avec des élèves en visite à l'Euro Space Center de Redu.
Depuis 2012, Frank de Winne est chef du centre européen des astronautes à Cologne en Allemagne.

## Distinctions

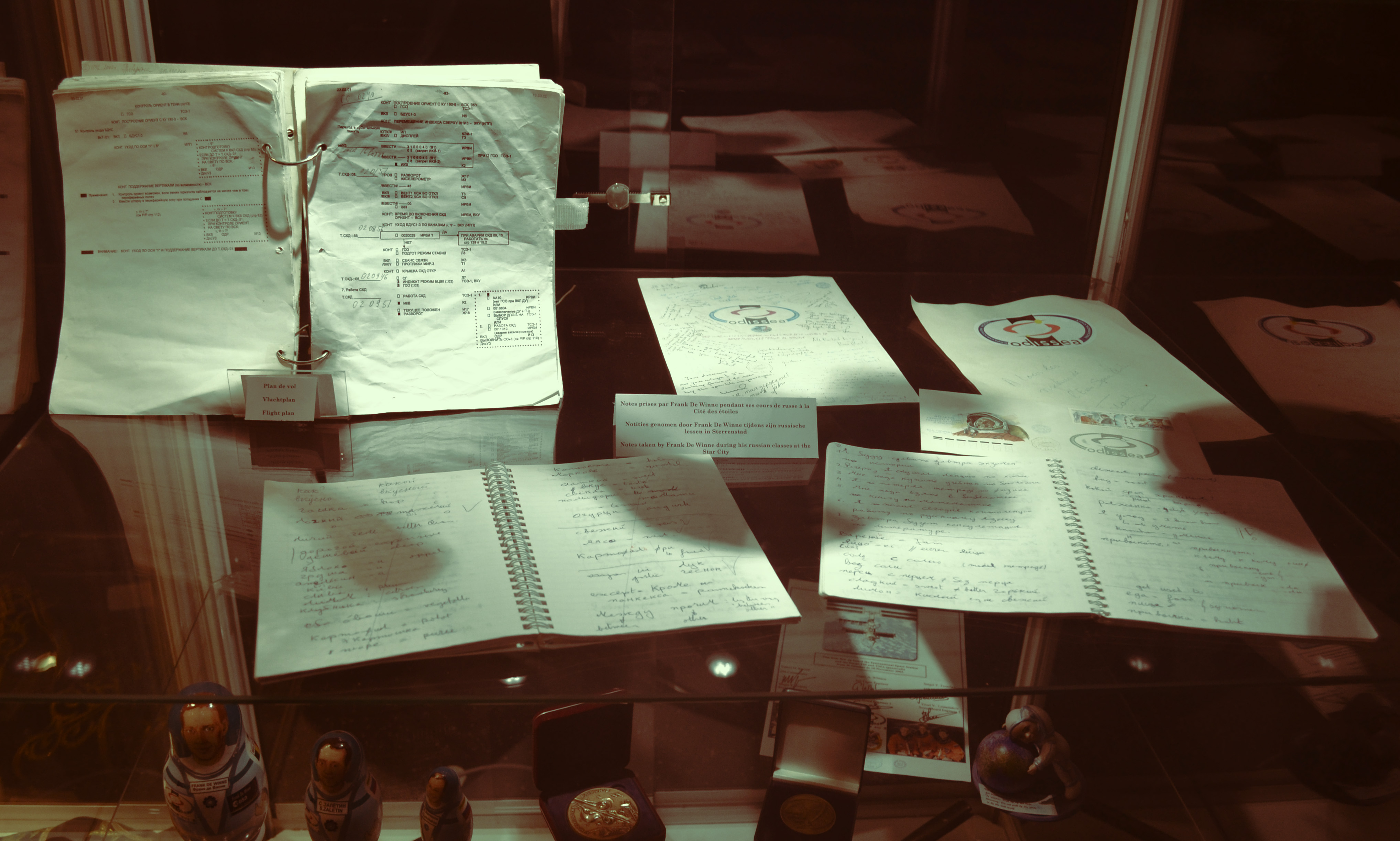
Plan de vol et notes personnelles de l'astronaute belge Frank de Winne à l'Euro Space Center en Belgique

- Officier de l'ordre de Léopold
- Officier de l'ordre de la Couronne
- Officier de l'ordre de Léopold II
- Croix militaire de 1re classe
- Médaille commémorative pour opérations à l'étranger
- Médaille de l'OTAN pour le Kosovo
- 1997 : premier pilote non américain à recevoir la récompense « Joe Bill Dryden Semper Viper Award », pour démonstration de qualifications exceptionnelles pendant un vol.
- 1999 :  Officier de l'ordre d'Orange-Nassau par la reine des Pays-Bas pour sa conduite lors des opérations alliées (juillet 1999)
- 2010 : Médaille d'Argent Royal Aeronautical Society
- McKenna Trophy
- Le 20 décembre 2002, Frank De Winne obtient concession de noblesse héréditaire et est élevé au rang de vicomte par SM le roi Albert II de Belgique, en récompense de ses réalisations spatiales[8]
- 2003 : docteur honoris causa de l'université de Hasselt[9]
- 2003 : docteur honoris causa de l'université du Limbourg
- 2010 : docteur honoris causa de l'université d'Anvers[10]
- docteur honoris causa de l'université de Gand
- 2012 : docteur honoris causa de l'université de Liège[11].
- docteur honoris causa de l'université de Mons
- Il a reçu la « médaille de l'ordre de l'Amitié » de la fédération de Russie

## Armes
|  | De sable, à un globe d'azur bordé d'argent mouvant de l'angle sénestre de la pointe et accompagné en chef-dextre de huit étoiles d'argent ordonnées 4, 2, 1 & 1et à une capsule spatiale d'or brochant en bande sur le globe ou De sable à un tourteau d'azur bordé d'argent mouvant de la pointe et du flanc senestre, accompagné au chef dextre de huit étoiles d'argent ordonnées en Northrop B-2 Spirit posé en bande, à une capsule Soyouz d'or posée en bande brochante en abîme |

## Vie privée
Frank De Winne est marié à Lena Clarke De Winne. Il a trois enfants d'un précédent mariage. Il aime le football, les petites applications PC et la gastronomie.